# Тарик Хаџић
Тарик Хаџић (рођен 17. марта 1994. у Рожајама) је алпски скијаш који се такмичи за Црну Гору. Члан је Скијашког клуба Хајла. На Олимпијским играма 2014. представљао је Црну Гору, када му је припала та част да на церемонији отварања носи заставу. У слалому је заузео 38. место, а у велеслалому 62.